# 하준영
하준영(1999년 9월 6일 ~ )은 KBO 리그 NC 다이노스의 투수이다.

## 아마추어 시절
성남고등학교 시절 1학년 때부터 팀의 주축 투수를 맡아 활약했다. 1학년 때인 2015년 제 70회 청룡기 고교전국야구선수권대회에서 여인태와 함께 팀의 투수진을 이끌며 결승전에 진출했으나 결승전에서 4이닝 6피안타, 6실점하며 패전 투수가 됐고, 감투상을 수상했다. 2학년 때인 2016년에도 제 50회 대통령배 전국고교야구대회에서 결승전에 진출했으나 동산고등학교에 밀려 준결승에 그쳤고, 이 대회에서도 감투상을 수상했다. 그 해 아시아 청소년 야구 선수권 대회 국가대표로 선발됐다. 3학년 때도 국가대표로 선발됐다. 당시 고교 좌완 중에서 가장 주목받았다.

## KIA 타이거즈시절
2018년 한국프로야구 신인 드래프트에서 2차 2라운드 지명을 받아 입단하였다.
스프링 캠프에 합류했으며, 시범 경기에서 중간 계투로 등판했다. 2018년 6월 16일 LG전에서 구원 등판하며 데뷔 첫 경기를 치렀고, 경기에서 1이닝 무실점을 기록했다.
2020년 5월에 왼 팔꿈치 내측 인대 재건술 및 뼛조각 제거술을 받았고, 2020년 시즌에는 재활에 매진했다.

## NC 다이노스시절
2021년 12월 31일에 FA를 통해 이적한 나성범의 보상 선수로 지명돼 이적했다.

### 2022년 시즌
4월 23일에 1군에 등록됐다. 5월 4일 삼성 라이온즈와의 경기에서 이적 후 첫 홀드를 기록했다. 6월 15일 KIA 타이거즈와의 경기에서 시즌 첫 승을 기록했다.
8월 19일 KIA 타이거즈와의 경기에서 1이닝 4피안타, 2볼넷, 3실점으로 부진했고, 경기 후 2군으로 내려갔다. 시즌 47경기에 등판해 39이닝 4점대 평균자책점, 3승, 4홀드, 44탈삼진을 기록했다. 전반기에 18이닝 2승, 4홀드, 평균자책점 7, 25탈삼진으로 부진한 모습을 보였으나 후반기에 21이닝 1승, 19탈삼진, 6볼넷, 평균자책점 2.57로 김영규, 임정호와 함께 좌완 셋업맨으로 활약했다.

## 국가대표 경력
- 2016년 아시아 청소년 야구 선수권 대회
- 2017년 제 28회 세계 청소년 야구 선수권 대회

## 수상
- 2013년 전국 중학 야구 선수권 대회 최우수 선수상
- 2015년 청룡기 전국 고교 야구 선수권 대회 감투상
- 2016년 대통령배 전국 고교 야구 대회 감투상, 고교 주말 리그 전반기(서울권 A) 최우수 선수상

## 출신 학교
- 서울이수초등학교
- 서울 성남중학교
- 서울 성남고등학교

## 통산 기록
| 연도 | 팀명  | 평균자책점 | 경기 | 완투 | 완봉 | 승 | 패 | 세 | 홀 | 승률  | 타자 | 이닝 | 피안타 | 피홈런 | 볼넷 | 사구 | 탈삼진 | 실점 | 자책점 |
| ---- | ----- | ---------- | ---- | ---- | ---- | -- | -- | -- | -- | ----- | ---- | ---- | ------ | ------ | ---- | ---- | ------ | ---- | ------ |
| 2018 | KIA   | 9.20       | 15   | 0    | 0    | 0  | 0  | 0  | 0  | -     | 67   | 14⅔  | 16     | 3      | 8    | 1    | 12     | 15   | 15     |
| 2019 | KIA   | 4.96       | 59   | 0    | 0    | 6  | 2  | 0  | 15 | 0.750 | 243  | 52⅔  | 59     | 5      | 31   | 0    | 51     | 31   | 29     |
| 2022 | NC    | 4.62       | 47   | 0    | 0    | 3  | 0  | 0  | 4  | 1.000 | 164  | 39   | 28     | 3      | 14   | 3    | 44     | 22   | 20     |
| 2023 | NC    | 4.59       | 57   | 0    | 0    | 1  | 0  | 0  | 2  | 1.000 | 215  | 49   | 52     | 4      | 19   | 2    | 49     | 25   | 25     |
| 통산 | 3시즌 | 5.16       | 178  | 0    | 0    | 10 | 2  | 0  | 21 | 0.833 | 689  | 155⅓ | 155    | 15     | 72   | 6    | 156    | 93   | 89     |